# Werner Ohlson
Werner Gabriel Ohlson, född 18 juli 1905 i Gävle, död 24 oktober 1973 i Uppsala, var en svensk skådespelare.
Ohlson är begravd på Uppsala gamla kyrkogård.

## Filmografi (urval)
- 1930 – Kronans kavaljerer
- 1931 – Skepp ohoj!
- 1931 – En kärleksnatt vid Öresund
- 1932 – Jag gifta mig – aldrig
- 1936 – Kärlek och monopol
- 1940 – Stål
- 1940 – Juninatten
- 1943 – Natt i hamn
- 1944 – Vi behöver varann
- 1945 – Vandring med månen
- 1945 – Idel ädel adel
- 1946 – Harald Handfaste
- 1947 – Kvarterets olycksfågel
- 1948 – De kämpade sig till frihet
- 1948 – Lars Hård
- 1949 – Smeder på luffen
- 1950 – Den vita katten

## Teater

### Roller
| År   | Roll                                | Produktion                                                                                   | Regi                          | Teater                      |
| ---- | ----------------------------------- | -------------------------------------------------------------------------------------------- | ----------------------------- | --------------------------- |
| 1926 | Medverkande                         | Ray's rara rackarungar, revy Max Lander                                                      | Gustaf Werner                 | Pallas-Teatern              |
| 1928 | Nils Erik                           | Skärgårdsflirt Gideon Wahlberg                                                               |                               | Mosebacketeatern            |
| 1929 |                                     | Fjällgatan 14 Siegfried Fischer                                                              |                               | Mosebacketeatern            |
| 1930 |                                     | Skeppar Ömans flammor Siegfried Fischer                                                      |                               | Söders friluftsteater       |
| 1930 | Erik Janson                         | Söderkåkar Gideon Wahlberg                                                                   | Hugo Jacobson                 | Mosebacketeatern            |
| 1931 | Smith, en fånge Sjöberg, styrman    | Ta' fast tjuven Gran                                                                         |                               | Mosebacketeatern            |
| 1931 |                                     | Äventyr vid kolonistugan Gideon Wahlberg och Walter Stenström                                |                               | Mosebacketeatern            |
| 1931 |                                     | En Söderpojke Siegfried Fischer                                                              | Siegfried Fischer             | Söders friluftsteater       |
| 1931 |                                     | Augustas lilla felsteg Siegfried Fischer                                                     |                               | Mosebacketeatern            |
| 1932 |                                     | Skojar-Hampus på Stornäs Siegfried Fischer                                                   |                               | Söders friluftsteater       |
| 1932 |                                     | Skeppar Ömans flammor Siegfried Fischer                                                      |                               | Mosebacketeatern            |
| 1933 | Bomans pojke                        | En Söderpojke Siegfried Fischer                                                              | Siegfried Fischer             | Mosebacketeatern            |
| 1933 |                                     | Amandas kärlekspant Siegfried Fischer                                                        | Siegfried Fischer             | Mosebacketeatern            |
| 1934 |                                     | Dollarflickan Sigge och Arthur Fischer                                                       |                               | Söders friluftsteater       |
| 1934 |                                     | Julia på camping Sigge Fischer                                                               |                               | Mosebacketeatern            |
| 1935 |                                     | Café Södergöken Olle Gunnarsson                                                              |                               | Mosebacketeatern            |
| 1935 | Herbert, Rulles son                 | Hur ska' de' gå för Pettersson? Sigge Fischer                                                |                               | Söders friluftsteater       |
| 1935 | Jonny Berggren, kontorist           | Följ me' till Köpenhamn Sigge Fischer                                                        | Sigge Fischer                 | Mosebacketeatern            |
| 1936 |                                     | Skojar-Hampus Sigge Fischer                                                                  |                               | Mosebacketeatern            |
| 1936 |                                     | Fröken Grönlunds pojke Sigge och Arthur Fischer                                              | Sigge Fischer Arthur Fischer  | Mosebacketeatern            |
| 1936 | Bertil                              | Moster Klara från Skara Siegfried Fischer                                                    | Siegfried Fischer             | Söders friluftsteater       |
| 1936 | Gustav                              | Hemsöborna August Strindberg                                                                 | Sigge Fischer                 | Mosebacketeatern            |
| 1936 |                                     | Augustas lilla felsteg Siegfried Fischer                                                     |                               | Mosebacketeatern            |
| 1937 |                                     | Bergsprängarbruden Albin Erlandzon                                                           | Sigge Fischer                 | Mosebacketeatern            |
| 1937 |                                     | Lördagsflirt Bjørn Bjørnevik                                                                 |                               | Mosebacketeatern            |
| 1937 |                                     | Va' händer hos Jonssons Siegfried Fischer                                                    |                               | Söders friluftsteater       |
| 1937 | Åke Stern                           | Fredrik och försynen Henning Ege                                                             | Siegfried Fischer             | Mosebacketeatern            |
| 1937 | Medverkande                         | Opp och heja! eller Mannen som stal Golfströmmen Tage Forsberg och Henry Carlson             |                               | Mosebacketeatern            |
| 1938 |                                     | Glada änkan i 12:an Siegfried Fischer                                                        | Siegfried Fischer             | Klippans sommarteater       |
| 1938 | Tage Lundborg, löjtnant vid marinen | Kökskavaljerer Siegfried Fischer                                                             | Siegfried Fischer             | Mosebacketeatern            |
| 1939 |                                     | Don Juan i 7:an Gideon Wahlberg                                                              | Gideon Wahlberg               | Odeonteatern, Stockholm     |
| 1939 |                                     | Kärlek och landstorm Gideon Wahlberg och Walter Stenström                                    | Gideon Wahlberg               | Odeonteatern, Stockholm     |
| 1940 |                                     | Familjen Larsson Sigge Fischer                                                               |                               | Odeonteatern, Stockholm     |
| 1940 | Medverkande                         | Strax lite varmare, revy Gideon Wahlberg, Ch. Henry och Einar Molin                          | Gideon Wahlberg               | Odeonteatern, Stockholm     |
| 1940 |                                     | De tre malajerna Gideon Wahlberg                                                             |                               | Tantolundens friluftsteater |
| 1940 | Medverkande                         | Luddes nöjesfält, revy Gideon Wahlberg, Ch. Henry och Einar Molin                            |                               | Odeonteatern, Stockholm     |
| 1941 | Medverkande                         | Luddes melodi, revy Ch. Henry och Einar Molin                                                | Gideon Wahlberg               | Odeonteatern, Stockholm     |
| 1941 |                                     | Söders tyrolare Gideon Wahlberg                                                              | Gideon Wahlberg               | Tantolundens friluftsteater |
| 1941 | Medverkande                         | Luddes underbara resa, revy Ch. Henry och Einar Molin                                        | Gideon Wahlberg               | Odeonteatern, Stockholm     |
| 1942 | Medverkande                         | Grand Hôtel Ludde, revy Ch. Henry och Einar Molin                                            | Sigge Fischer                 | Odeonteatern, Stockholm     |
| 1942 |                                     | Sibyllan i 5:an Gideon Wahlberg                                                              | Gideon Wahlberg               | Tantolundens friluftsteater |
| 1942 | Medverkande                         | Glada gatan, revy Ch. Henry och Einar Molin                                                  | Gideon Wahlberg               | Odeonteatern, Stockholm     |
| 1943 | Medverkande                         | Peppar och parfym, revy Ch. Henry och Einar Molin                                            | Gideon Wahlberg               | Odeonteatern, Stockholm     |
| 1943 | Medverkande                         | Glitter och gliringar, revy Ch. Henry och Einar Molin                                        | Gideon Wahlberg               | Odeonteatern, Stockholm     |
| 1944 | Medverkande                         | Bröderna Rims sagor, revy Ch. Henry och Einar Molin                                          | Gideon Wahlberg               | Odeonteatern, Stockholm     |
| 1944 | Medverkande                         | Hoppla, vi lär er, revy Ch. Henry och Einar Molin                                            | Helge Hagerman                | Odeonteatern, Stockholm     |
| 1945 | Medverkande                         | Stan hela dan, revy Ch. Henry och Einar Molin                                                | Helge Hagerman                | Odeonteatern, Stockholm     |
| 1945 |                                     | Bröllop i Tanto Gideon Wahlberg                                                              | Gideon Wahlberg Werner Ohlson | Tantolundens friluftsteater |
| 1945 | Medverkande                         | 6X9, revy Ch. Henry, Karl-Ewert och Fritz Gustaf                                             | Gösta Jonsson Werner Ohlson   | Odeonteatern, Stockholm     |
| 1946 | Medverkande                         | Lustiga vershuset, revy Charles Henry, Karl-Ewert och Fritz Gustaf                           | Gösta Jonsson Werner Ohlson   | Odeonteatern, Stockholm     |
| 1946 |                                     | Cirkus hela da'n Gideon Wahlberg                                                             | Werner Ohlson                 | Tantolundens friluftsteater |
| 1946 | Medverkande                         | Luddes expo, revy Charles Henry och Karl-Ewert                                               | Werner Ohlson                 | Odeonteatern, Stockholm     |
| 1947 | Medverkande                         | Nu blommar de', revy Charles Henry och Karl-Ewert                                            | Werner Ohlson                 | Odeonteatern, Stockholm     |
| 1947 |                                     | Tänk om jag gifter mig med August Gideon Wahlberg och Werner Ohlson                          | Werner Ohlson                 | Tantolundens friluftsteater |
| 1947 | Medverkande                         | Tingel-tangel, revy Charles Henry och Karl-Ewert                                             | Werner Ohlson                 | Odeonteatern, Stockholm     |
| 1948 | Medverkande                         | Parkera här, revy Charles Henry och Karl-Ewert                                               | Werner Ohlson                 | Odeonteatern, Stockholm     |
| 1948 | Medverkande                         | Välj Odéon, revy Charles Henry, Karl-Ewert och Werner Ohlson                                 | Werner Ohlson                 | Odeonteatern, Stockholm     |
| 1949 | Medverkande                         | Färg över stan, revy Charles Henry, Karl-Ewert och Werner Ohlson                             | Werner Ohlson                 | Odeonteatern, Stockholm     |
| 1949 | Medverkande                         | Om ni behagar, revy Charles Henry, Harry Iseborg och Karl-Ewert                              | Werner Ohlson                 | Odeonteatern, Stockholm     |
| 1950 | Medverkande                         | Förtjusningens hus, revy Karl-Ewert, Charles Henry, Harry Iseborg och Werner Ohlson          | Werner Ohlson                 | Odeonteatern, Stockholm     |
| 1950 | Målarmästaren                       | Julia i farten Sigge Fischer                                                                 | Sigge Fischer                 | Tantolundens friluftsteater |
| 1950 | Medverkande                         | Folk i farten, revy Karl-Ewert                                                               | Werner Ohlson                 | Odeonteatern, Stockholm     |
| 1951 | Medverkande                         | De' som gömmes i snö, revy Karl-Ewert                                                        | Werner Ohlson                 | Odeonteatern, Stockholm     |
| 1951 |                                     | Karusellen på Björkeby Sigge Fischer                                                         | Sigge Fischer                 | Tantolundens friluftsteater |
| 1951 | Medverkande                         | Född i år, revy Karl-Ewert                                                                   | Werner Ohlson                 | Odeonteatern, Stockholm     |
| 1952 | Medverkande                         | Kom som du ä', revy Karl-Ewert                                                               | Werner Ohlson                 | Odeonteatern, Stockholm     |
| 1952 |                                     | Han valsade en sommar Sigge Fischer                                                          | Sigge Fischer                 | Tantolundens friluftsteater |
| 1952 | Medverkande                         | Klart för start Karl-Ewert                                                                   | Werner Ohlson                 | Odeonteatern, Stockholm     |
| 1953 | Medverkande                         | Glädjen i topp revy Charles Henry, Allan Forss, Tryggve Arnesson, Karl-Ewert, Herr Dardanell | Werner Ohlson                 | Odeonteatern, Stockholm     |
| 1953 | Medverkande                         | Djuprevyn 2 meter, revy Povel Ramel och Yngve Gamlin                                         | Egon Larsson                  | Idéonteatern                |

### Regi
| År   | Produktion                        | Upphovsmän                                                               | Teater                                                           |
| ---- | --------------------------------- | ------------------------------------------------------------------------ | ---------------------------------------------------------------- |
| 1945 | Bröllop i Tanto                   | Gideon Wahlberg                                                          | Tantolundens friluftsteater Regi tillsammans med Gideon Wahlberg |
| 1945 | 6X9, revy                         | Ch. Henry, Karl-Ewert och Fritz Gustaf                                   | Odeonteatern, Stockholm Regi tillsammans med Gösta Jonsson       |
| 1946 | Lustiga vershuset, revy           | Charles Henry, Karl-Ewert och Fritz Gustaf                               | Odeonteatern, Stockholm Regi tillsammans med Gösta Jonsson       |
| 1946 | Cirkus hela da'n                  | Gideon Wahlberg                                                          | Tantolundens friluftsteater                                      |
| 1946 | Luddes expo, revy                 | Charles Henry och Karl-Ewert                                             | Odeonteatern, Stockholm                                          |
| 1947 | Nu blommar de', revy              | Charles Henry och Karl-Ewert                                             | Odeonteatern, Stockholm                                          |
| 1947 | Tänk om jag gifter mig med August | Gideon Wahlberg och Werner Ohlson                                        | Tantolundens friluftsteater                                      |
| 1947 | Tingel-tangel, revy               | Charles Henry och Karl-Ewert                                             | Odeonteatern, Stockholm                                          |
| 1948 | Parkera här, revy                 | Charles Henry och Karl-Ewert                                             | Odeonteatern, Stockholm                                          |
| 1948 | Välj Odéon, revy                  | Charles Henry, Karl-Ewert och Werner Ohlson                              | Odeonteatern, Stockholm                                          |
| 1949 | Färg över stan, revy              | Charles Henry, Karl-Ewert och Werner Ohlson                              | Odeonteatern, Stockholm                                          |
| 1949 | Om ni behagar, revy               | Charles Henry, Harry Iseborg och Karl-Ewert                              | Odeonteatern, Stockholm                                          |
| 1950 | Förtjusningens hus, revy          | Karl-Ewert, Charles Henry, Harry Iseborg och Werner Ohlson               | Odeonteatern, Stockholm                                          |
| 1950 | Folk i farten, revy               | Karl-Ewert                                                               | Odeonteatern, Stockholm                                          |
| 1951 | De' som gömmes i snö, revy        | Karl-Ewert                                                               | Odeonteatern, Stockholm                                          |
| 1951 | Född i år, revy                   | Karl-Ewert                                                               | Odeonteatern, Stockholm                                          |
| 1952 | Kom som du ä', revy               | Karl-Ewert                                                               | Odeonteatern, Stockholm                                          |
| 1952 | Klart för start                   | Karl-Ewert                                                               | Odeonteatern, Stockholm                                          |
| 1953 | Glädjen i topp revy               | Charles Henry, Allan Forss, Tryggve Arnesson, Karl-Ewert, Herr Dardanell | Odeonteatern, Stockholm                                          |

### Fotnoter
1. ↑  SvenskaGravar
2. ↑  ”Teater och Musik”. Dagens Nyheter:  s. 7. 26 augusti 1926. http://arkivet.dn.se/arkivet/tidning/1926-08-26/230/7. Läst 2 augusti 2015.
3. ↑  ”Scen och Film”. Dagens Nyheter:  s. 11. 21 april 1928. http://arkivet.dn.se/arkivet/tidning/1928-04-21/108/11. Läst 21 september 2016.
4. ↑  ”Nytt på Mosebacketeatern”. Dagens Nyheter:  s. 14. 13 december 1929. http://arkivet.dn.se/tidning/1929-12-13/340/14. Läst 18 mars 2017.
5. ↑  ”Teater Musik och Film: Femtionde”. Dagens Nyheter:  s. 7. 21 juli 1930. https://arkivet.dn.se/tidning/1930-07-21/194/7. Läst 6 augusti 2025.
6. ↑  ”Teater, Musik och Film”. Dagens Nyheter:  s. 9. 28 augusti 1930. http://arkivet.dn.se/tidning/1930-08-28/232/9. Läst 18 mars 2017.
7. ↑  ”Mosebackepremiär”. Dagens Nyheter:  s. 10. 28 januari 1931. http://arkivet.dn.se/arkivet/tidning/1931-01-28/26/10. Läst 2 januari 2016.
8. ↑  ”Teater, Musik och Film”. Dagens Nyheter:  s. 12. 28 februari 1931. http://arkivet.dn.se/arkivet/tidning/1931-02-28/57/12. Läst 3 januari 2016.
9. ↑  ”Teater, Musik och Film: Sommarteater på Söder”. Dagens Nyheter:  s. 13. 19 maj 1931. https://arkivet.dn.se/tidning/1931-05-19/133/13. Läst 6 augusti 2025.
10. ↑  ”Teater Musik Film: Mosebackepremiär”. Dagens Nyheter:  s. 14. 9 december 1931. http://arkivet.dn.se/tidning/1931-12-09/335/14. Läst 18 mars 2017.
11. ↑  ”Teaterannons”. Dagens Nyheter:  s. 20. 3 juni 1932. https://arkivet.dn.se/tidning/1932-06-03/148/20. Läst 6 augusti 2025.
12. ↑  ”Teater Musik Film: 'Skeppar Ömans flammor'”. Dagens Nyheter:  s. 10. 22 oktober 1932. http://arkivet.dn.se/arkivet/tidning/1932-10-22/288/10. Läst 3 januari 2016.
13. ↑  ”Teaterannons”. Dagens Nyheter:  s. 15. 8 januari 1933. http://arkivet.dn.se/arkivet/tidning/1933-01-08/6/15. Läst 4 januari 2016.
14. ↑  ”Teater Musik Film”. Dagens Nyheter:  s. 9. 2 mars 1933. http://arkivet.dn.se/arkivet/tidning/1933-03-02/59/9. Läst 4 januari 2016.
15. ↑  ”Teater Musik Film: Söders friluftsteater”. Dagens Nyheter:  s. 10. 9 juni 1934. https://arkivet.dn.se/tidning/1934-06-09/153/10. Läst 7 augusti 2025.
16. ↑  ”Urpremiär på Mosebacke”. Dagens Nyheter:  s. 17. 14 oktober 1934. http://arkivet.dn.se/arkivet/tidning/1934-10-14/279/17. Läst 7 januari 2016.
17. ↑  ”Teater Musik Film”. Dagens Nyheter:  s. 11. 14 mars 1935. http://arkivet.dn.se/arkivet/tidning/1935-03-14/72/11. Läst 28 december 2015.
18. ↑  ”Tre friluftspremiärer i värme och regnstänkk”. Dagens Nyheter:  s. 9. 8 juni 1935. http://arkivet.dn.se/arkivet/tidning/1935-06-08/154/9. Läst 28 december 2015.
19. ↑  ”Teater Musik Film”. Dagens Nyheter:  s. 11. 11 oktober 1935. http://arkivet.dn.se/arkivet/tidning/1935-10-11/277/11. Läst 27 december 2015.
20. ↑  ”Teater Musik Film”. Dagens Nyheter:  s. 10. 28 januari 1936. http://arkivet.dn.se/arkivet/tidning/1936-01-28/26/10. Läst 28 december 2015.
21. ↑  ”Teater Musik Film”. Dagens Nyheter:  s. 9. 23 februari 1936. http://arkivet.dn.se/arkivet/tidning/1936-02-23/52/9. Läst 28 december 2015.
22. ↑  ”I största korthet”. Dagens Nyheter:  s. 9. 13 juni 1936. https://arkivet.dn.se/tidning/1936-06-13/158/9. Läst 7 augusti 2025.
23. ↑  Åb. (14 juni 1936). ”Premiär på Söders friluftsteater”. Dagens Nyheter:  s. 19. https://arkivet.dn.se/tidning/1936-06-14/159/19. Läst 7 augusti 2025.
24. ↑  ”Teater Musik Film”. Dagens Nyheter:  s. 16. 10 oktober 1936. http://arkivet.dn.se/arkivet/tidning/1936-10-10/276/14. Läst 28 december 2015.
25. ↑  ”Teater Musik Film”. Dagens Nyheter:  s. 15. 9 december 1937. http://arkivet.dn.se/arkivet/tidning/1936-12-09/336/15. Läst 10 januari 2016.
26. ↑  ”Teater Musik Film: Mosebacketeatern”. Dagens Nyheter:  s. 9. 16 januari 1937. http://arkivet.dn.se/arkivet/tidning/1937-01-16/14/9. Läst 10 januari 2016.
27. ↑  ”Teater Musik Film: Mosebacketeatern”. Dagens Nyheter:  s. 9. 6 mars 1937. http://arkivet.dn.se/arkivet/tidning/1937-03-06/63/9. Läst 10 januari 2016.
28. ↑  ”Teater Musik Film: Söders friluftsteater”. Dagens Nyheter:  s. 12. 3 juni 1937. https://arkivet.dn.se/tidning/1937-06-03/147/12. Läst 7 augusti 2025.
29. ↑  ”Teater Musik Film: Mosebacke teater”. Dagens Nyheter:  s. 10. 2 oktober 1937. http://arkivet.dn.se/arkivet/tidning/1937-10-02/267/10. Läst 19 september 2016.
30. ↑  ”'Opp och heja!' på Mosebacke”. Dagens Nyheter:  s. 12. 27 december 1937. http://arkivet.dn.se/arkivet/tidning/1937-12-27/351/12. Läst 10 januari 2016.
31. ↑  Jerome (5 juni 1938). ”Mera friluftsteater”. Dagens Nyheter:  s. 10. https://arkivet.dn.se/tidning/1938-06-05/150/10. Läst 3 januari 2025.
32. ↑  Lbk (9 oktober 1938). ”'Kökskavaljerer' på Mosebacke”. Dagens Nyheter:  s. 14. http://arkivet.dn.se/arkivet/tidning/1938-10-09/274/14. Läst 19 september 2016.
33. ↑  ”Teater Musik Film: Ny Wahlbergspjäs på Odéonteatern”. Dagens Nyheter:  s. 9. 4 oktober 1939. http://arkivet.dn.se/arkivet/tidning/1939-10-04/268/9. Läst 17 januari 2016.
34. ↑  ”Teater Musik Film: Gideon Wahlberg gör come back”. Dagens Nyheter:  s. 9. 29 november 1939. http://arkivet.dn.se/arkivet/tidning/1939-11-29/324/9. Läst 17 januari 2016.
35. ↑  ”'Familjen Larsson' på Odéonteatern”. Dagens Nyheter:  s. 12. 14 januari 1940. http://arkivet.dn.se/arkivet/tidning/1940-01-14/12/12. Läst 26 januari 2016.
36. ↑  ”Vårrevypremiär på Odéonteatern”. Dagens Nyheter:  s. 12. 3 mars 1940. http://arkivet.dn.se/arkivet/tidning/1940-03-03/61/12. Läst 26 januari 2016.
37. ↑  ”Friluftsteatrarna inför premiär”. Dagens Nyheter:  s. 10. 24 maj 1940. http://arkivet.dn.se/arkivet/tidning/1940-05-24/141/10. Läst 26 januari 2016.
38. ↑  ”Teater Musik Film: Odéonteatern: 'Luddes nöjesfält'”. Dagens Nyheter:  s. 12. 29 september 1940. http://arkivet.dn.se/arkivet/tidning/1940-09-29/266/12. Läst 26 januari 2016.
39. ↑  ”Teater Musik Film: 'Luddes melodi' på Odéonteatern”. Dagens Nyheter:  s. 10. 23 februari 1941. http://arkivet.dn.se/arkivet/tidning/1941-02-23/52/10. Läst 30 januari 2016.
40. ↑  ”Teater Musik Film: 'Söders tyrolare' i Tantolunden”. Dagens Nyheter:  s. 9. 1 juni 1941. http://arkivet.dn.se/arkivet/tidning/1941-06-01/146/9. Läst 30 januari 2016.
41. ↑  ”Teater Musik Film: 'Luddes underbara resa' – höstrevyn på Odéonteatern”. Dagens Nyheter:  s. 12. 28 september 1941. http://arkivet.dn.se/arkivet/tidning/1941-09-28/263/12. Läst 30 januari 2016.
42. ↑  Jerome (1 februari 1942). ”Odéon: 'Grand Hôtel Ludde'”. Dagens Nyheter:  s. 14. http://arkivet.dn.se/arkivet/tidning/1942-02-01/30/14. Läst 31 januari 2016.
43. ↑  ”Teater Musik Film”. Dagens Nyheter:  s. 7. 3 juni 1942. http://arkivet.dn.se/arkivet/tidning/1942-06-03/147/7. Läst 31 januari 2016.
44. ↑  Lbk (27 september 1942). ”'Glada gatan' på Odéonteatern”. Dagens Nyheter:  s. 13. http://arkivet.dn.se/arkivet/tidning/1942-09-27/262/13. Läst 31 januari 2016.
45. ↑  Lbk (2 januari 1943). ”Tre revypremiärer: 'Peppar och parfym' på Odéonteatern”. Dagens Nyheter:  s. 26. http://arkivet.dn.se/arkivet/tidning/1943-01-02/1/26. Läst 31 januari 2016.
46. ↑  Lbk (26 september 1943). ”'Glitter och gliringar' på Odéonteatern”. Dagens Nyheter:  s. 11. http://arkivet.dn.se/arkivet/tidning/1943-09-26/261b/11. Läst 2 februari 2016.
47. ↑  Lbk (2 januari 1944). ”Nyårsdagens revypremiärer: 'Bröderna Rims sagor' på Odéonteatern”. Dagens Nyheter:  s. 16. http://arkivet.dn.se/arkivet/tidning/1944-01-02/1/16. Läst 4 februari 2016.
48. ↑  Lbk (28 september 1944). ”'Hoppla, vi lär er' på Odéonteatern”. Dagens Nyheter:  s. 14. http://arkivet.dn.se/arkivet/tidning/1944-09-28/264/14. Läst 5 februari 2016.
49. ↑  Lbk (2 januari 1945). ”Revydags: Husarer på stan: 'Stan hela dan' på Odéonteatern”. Dagens Nyheter:  s. 16. http://arkivet.dn.se/arkivet/tidning/1945-01-02/1/16. Läst 5 februari 2016.
50. 1 2  Lbk (3 juni 1945). ”'Bröllop i Tanto' på Tantolundens teater”. Dagens Nyheter:  s. 16. http://arkivet.dn.se/arkivet/tidning/1945-06-03/147/16. Läst 6 februari 2016.
51. 1 2  Lbk (4 oktober 1945). ”Höstrevyn '6X9' på Odéonteatern”. Dagens Nyheter:  s. 14. http://arkivet.dn.se/arkivet/tidning/1945-10-04/269/14. Läst 5 februari 2016.
52. 1 2  Alf Henrikson (2 januari 1946). ”Tre nya Stockholmsrevyer, 'mest gammalt uppiffat': Odéon: 'Lustiga vershuset'”. Dagens Nyheter:  s. 36. http://arkivet.dn.se/arkivet/tidning/1946-01-02/1/36. Läst 7 februari 2016.
53. 1 2  Lbk (9 juni 1946). ”Teater Musik Film'Cirkus hela dan' på Tantolundens teater”. Dagens Nyheter:  s. 11. http://arkivet.dn.se/arkivet/tidning/1946-06-09/155/11. Läst 7 februari 2016.
54. 1 2  Lbk (22 september 1946). ”Teater Musik Film: 'Luddes expo' på Odéonteatern”. Dagens Nyheter:  s. 16. http://arkivet.dn.se/arkivet/tidning/1946-09-22/258/16. Läst 7 februari 2016.
55. 1 2  ”Teaterannons”. Dagens Nyheter:  s. 29. 2 mars 1947. http://arkivet.dn.se/arkivet/tidning/1947-03-02/59/29. Läst 10 februari 2016.
56. 1 2  Lbk (8 juni 1947). ”'Tänk om jag gifter mig...' på Tantolundens teater”. Dagens Nyheter:  s. 11. http://arkivet.dn.se/arkivet/tidning/1947-06-08/151/10. Läst 10 februari 2016.
57. 1 2  Lbk (21 september 1947). ”'Tingel-Tangel' på Odéonteatern”. Dagens Nyheter:  s. 12. http://arkivet.dn.se/arkivet/tidning/1947-09-21/255/12. Läst 10 februari 2016.
58. 1 2  Lbk (2 januari 1948). ”Revypremiärer på Södran, Folkets hus och Odéon: Odéon: 'Parkera här'”. Dagens Nyheter:  s. 14. http://arkivet.dn.se/arkivet/tidning/1948-01-02/1/14. Läst 10 februari 2016.
59. 1 2  Jolo (26 september 1948). ”Teater Musik Film: Gott sprutt på Odéon”. Dagens Nyheter:  s. 14. http://arkivet.dn.se/arkivet/tidning/1948-09-26/261/14. Läst 12 februari 2016.
60. 1 2  Lbk (2 januari 1949). ”Revynytt på tre fronter: 'Färg över sta'n på Odéonteatern'”. Dagens Nyheter:  s. 13. http://arkivet.dn.se/arkivet/tidning/1949-01-02/1/13. Läst 14 februari 2016.
61. 1 2  Odd (25 september 1949). ”'Om ni behagar' på Odéonteatern”. Dagens Nyheter:  s. 11. http://arkivet.dn.se/arkivet/tidning/1949-09-25/259/11. Läst 14 februari 2016.
62. 1 2  Lbk (2 januari 1950). ”'Förtjusningens hus' på Odéonteatern”. Dagens Nyheter:  s. 20. http://arkivet.dn.se/arkivet/tidning/1950-01-02/1/20. Läst 14 februari 2016.
63. ↑  Qvarto (15 juni 1950). ”Teater Musik Film: 'Julia i farten'”. Dagens Nyheter:  s. 10. http://arkivet.dn.se/arkivet/tidning/1950-06-15/158/10. Läst 15 februari 2016.
64. 1 2  ”Teaterannons”. Dagens Nyheter:  s. 28. 27 september 1950. http://arkivet.dn.se/arkivet/tidning/1950-09-27/261/28. Läst 14 februari 2016.
65. 1 2  ”Tidningsnotis”. Dagens Nyheter:  s. 12. 31 december 1950. http://arkivet.dn.se/arkivet/tidning/1950-12-31/354/12. Läst 6 mars 2016.
66. ↑  ”Teater Musik Film: Friluftspremiär i kväll”. Dagens Nyheter:  s. 5. 9 juni 1951. http://arkivet.dn.se/arkivet/tidning/1951-06-09/152/5. Läst 6 mars 2016.
67. 1 2  ”Teater Musik Film”. Dagens Nyheter:  s. 10. 21 september 1951. http://arkivet.dn.se/arkivet/tidning/1951-09-21/255/10. Läst 6 mars 2016.
68. 1 2  ”Teater Musik Film”. Dagens Nyheter:  s. 9. 30 december 1951. http://arkivet.dn.se/arkivet/tidning/1951-12-30/353/9. Läst 6 mars 2016.
69. ↑  ”Teater Musik Film”. Dagens Nyheter:  s. 11. 5 juni 1952. http://arkivet.dn.se/arkivet/tidning/1952-06-05/150/11. Läst 6 mars 2016.
70. 1 2  ”Teaterannons”. Dagens Nyheter:  s. 29. 26 september 1952. http://arkivet.dn.se/arkivet/tidning/1952-09-26/262/29. Läst 6 mars 2016.
71. 1 2  ”Teater Musik Film”. Dagens Nyheter:  s. 7. 23 december 1952. http://arkivet.dn.se/arkivet/tidning/1952-12-23/350/7. Läst 7 mars 2016.